# Jakow Grigorjewitsch Bljumkin

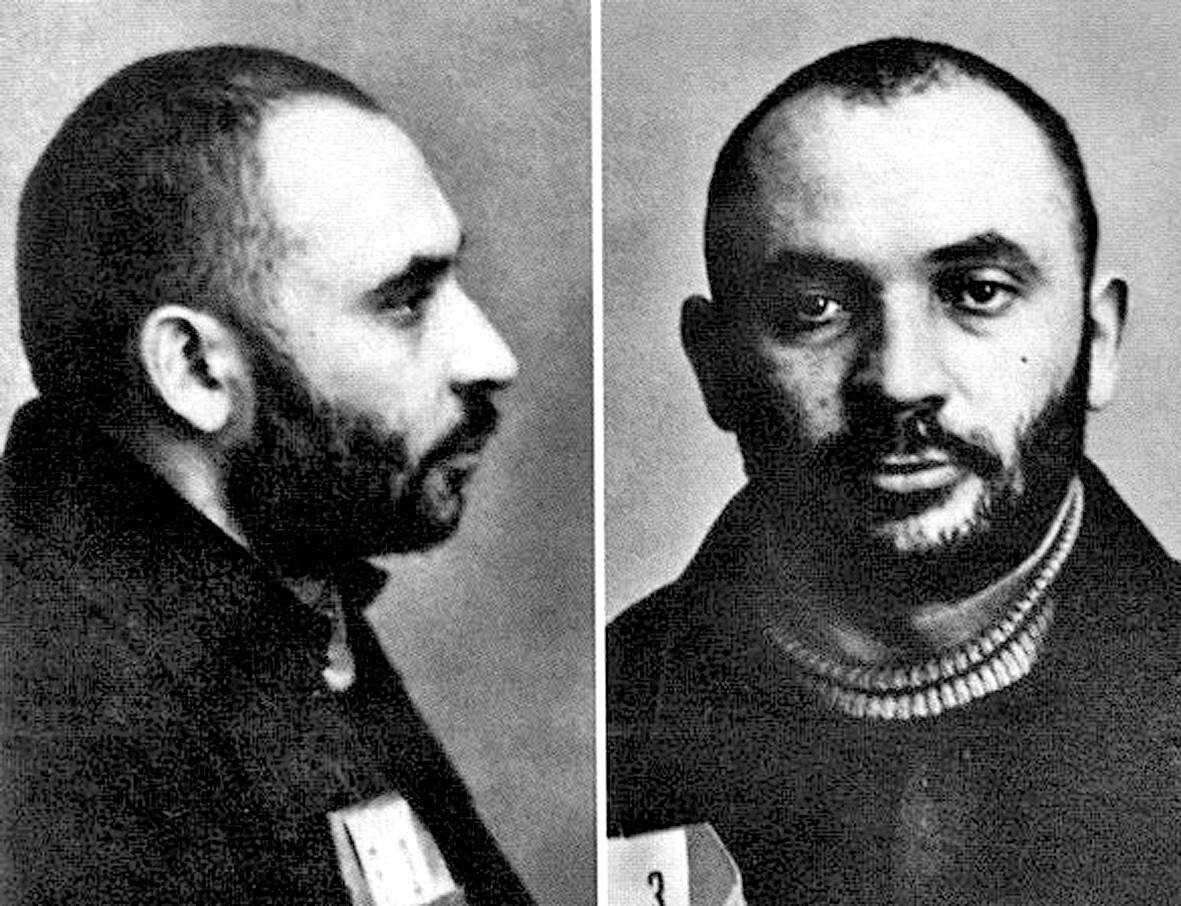
Jakow Grigorjewitsch Bljumkin

Jakow Grigorjewitsch Bljumkin (russisch Яков Григорьевич Блюмкин, wiss. Transliteration: Jakov Grigor'evič Bljumkin; * 1898 in Odessa; † 3. November 1929) war ein linker Sozialrevolutionär, später Bolschewik und Trotzkist.

## Leben

### Agent der Tscheka
Jakow Bljumkin stammte aus einer jüdischen Familie, er wurde früh Waise und wuchs in Odessa auf. 1914 trat er in die Sozialrevolutionäre Partei ein.
Nach der Oktoberrevolution 1917 wurde Bljumkin Chef der Abteilung zur Bekämpfung der deutschen Spionage bei der von Felix Dserschinski geleiteten Gesamtrussischen Außerordentlichen Kommission zur Bekämpfung von Konterrevolution, Spekulation und Sabotage, der Tscheka.
Der Schriftsteller Isaiah Berlin gab folgendes Erlebnis des Dichters Ossip Mandelstam wieder:

„An einem Abend zu Beginn der Revolution saß Mandelstam in einem Café, und da war der bekannte sozialrevolutionäre Terrorist Bljumkin …, der zu dieser Zeit bei der Tscheka war … Betrunken übertrug er die Namen von Männern und Frauen, die exekutiert werden sollten, von einigen Listen auf Blanko-Formulare, die bereits vom Chef der Geheimpolizei unterschrieben waren. Mandelstam warf sich plötzlich auf ihn, ergriff die Listen, riss sie vor den verblüfften Zuschauern in Stücke, rannte hinaus und verschwand. Trotzkis Schwester rettete Mandelstam vor den drohenden Konsequenzen dieser gefährlichen Aktion.“

### Die Ermordung des deutschen Gesandten
Bljumkin war ein Linker Sozialrevolutionär. Diese Partei war gegen den Friedensvertrag von Brest-Litowsk, die Unterdrückung der Landarbeiter und gegen die Besetzung der Ukraine durch das Deutsche Reich. Bljumkin erhielt vom Zentralkomitee seiner Partei den Auftrag, Wilhelm Graf von Mirbach-Harff, den Außerordentlichen Gesandten und bevollmächtigten Minister des Deutschen Reichs in Sowjetrussland, zu ermorden, um den von der Regierung Lenin in Brest-Litowsk unterzeichneten Friedensvertrag mit dem Deutschen Reich zu sabotieren. Als Zeitpunkt des Mordes war die Eröffnung des V. Allrussischen Sowjetkongresses im Bolschoi-Theater in Moskau vorgesehen. Am Nachmittag des 6. Juli 1918 fuhr Bljumkin mit Nikolai Andrejew, der als Fotograf in seiner Abteilung arbeitete, zum Gebäude der deutschen Botschaft in der Moskauer Deneshny Pereulok Nr. 5. Bljumkin verschaffte sich Eintritt mit Hilfe einer erfundenen Geschichte über einen Neffen des Botschafters, der in Gefahr sei. Von Mirbach empfing die Besucher, die sich als Tscheka-Männer auswiesen. Gleich zu Beginn der kurzen Besprechung zog Bljumkin den Revolver und gab drei Schüsse ab: auf Mirbach, auf den ebenfalls anwesenden Legationsrat Kurt Riezler und auf den Dolmetscher Leutnant Müller, verfehlte jedoch dreimal das Ziel. Mirbach wollte fliehen, Andrejew warf eine Bombe, die nicht detonierte. Andrejew schoss auf Mirbach und traf ihn tödlich. Bljumkin nahm die Bombe, die nicht detoniert war, und warf sie noch einmal. Durch das nun zerborstene Fenster sprangen die Mörder hinaus und gelangten durch den Garten zu ihrem Wagen. Der Mord an dem deutschen Botschafter war das Signal zum Aufstand der Linken Sozialrevolutionäre, der jedoch schnell von den Bolschewiki niedergeschlagen wurde. Die gesamte Fraktion der Linken Sozialrevolutionäre wurde im Bolschoi-Theater verhaftet, die Partei wurde verboten und verfolgt. Die Mörder Bljumkin und Andrejew konnten nach der Tat entkommen.
Im Mai 1919 wurde Bljumkin, der in Abwesenheit zu drei Jahren Freiheitsentzug verurteilt worden war, freigesprochen. In dem entsprechenden Beschluss des Präsidiums des Allrussischen Zentralen Exekutivkomitees vom 16. Mai 1919 hieß es:
„In Anbetracht der freiwilligen Selbststellung J. G. Bljumkins und der von ihm gelieferten ausführlichen Erklärung der Umstände des Mordes am deutschen Botschafter Graf Mirbach beschließt das Präsidium, J. G. Bljumkin zu amnestieren.“

### Die Iranische Sowjetrepublik
Im Frühjahr des Jahres 1920 wurde Bljumkin in die iranische Provinz Gilan am Kaspischen Meer geschickt, wo unter der Führung von Mirza Kutschak Khan eine Separatisten-Regierung gebildet worden war. Am 30. Mai 1920 stiftete Bljumkin dort einen Staatsstreich an. Kutschek Khan und seine Partei wurden entmachtet und durch eine Regierung der Iranischen Kommunistischen Partei ersetzt. Die neue Regierung der sogenannten Persischen Sozialistischen Sowjetrepublik, die offiziell von Kutschek Khans Stellvertreter Ehshanollah Khan geführt wurde, wurde von dem sowjetrussischen Kommissar Abukow dominiert. Dieser führte eine Reihe radikaler Reformen durch, ließ Moscheen schließen und führte Enteignungen durch.

### Der Kongress der Völker des Ostens
Im August 1920 erhielt Bljumkin das Kommando über einen Panzerzug, der Grigori Sinowjew, Karl Radek, Béla Kun und John Reed vom II. Weltkongress der Kommunistischen Internationale in Moskau zum Kongress der „unterdrückten Völker des Ostens“ in Baku bringen sollte. Die Fahrt des Zuges führte durch Gebiete Westrusslands, in denen der Bürgerkrieg noch andauerte. In Baku beschlossen die Delegierten über einen Antrag Sinowjews, des Führers der Kommunistischen Internationale, der die Bolschewiki zur Unterstützung der Bevölkerung des Mittleren Ostens beim Aufstand gegen die Briten aufforderte. Die Idee der internationalen Revolution inspirierte Bljumkin.

### Freundschaft mit Trotzki
Nach seinem Aufenthalt im Kaukasus ging Bljumkin als Student an die Kriegsakademie in Moskau. Dort traf ihn im Herbst 1921 der spätere russische Dissident Alexander Barmine an und ließ sich von ihm seine Lebensgeschichte erzählen. In Moskau freundete sich Bljumkin mit Leo Trotzki an, wurde dessen Sekretär und half bei der „Auswahl, kritischen Sichtung, Zuordnung und Korrektur des Materials“ für Trotzkis Military Writings (1923). Bljumkin lud seinen Freund, den Dichter Sergei Jessenin, zu Trotzki ein, weil er hoffte, dass Trotzki die Gründung einer Literaturzeitschrift unterstützen würde. Die Freundschaft mit Trotzki kostete Bljumkin später das Leben.

### Baschanow
In dem Buch Die Sturmschwalben berichtete Gordon Brooke-Shepard, dass die GPU Bljumkin 1929 nach Paris schickte, um den Überläufer und früheren zweiten Mann Sowjetrusslands, Stalins Organisationsleiter, den „Organisationssekretär des Politbüros der KPdSU“, Baschanow, zu ermorden. Der Anschlag fand nicht statt. Baschanow starb 1982 im Alter von 81 Jahren in Paris. Es wurde jedoch allgemein geglaubt, Bljumkin hätte Baschanow ermordet. Solschenizyn wiederholte diese Legende in seinem Buch Der Archipel Gulag.

### Trotzki auf Prinkipo
1929 hielt sich Bljumkin in der Türkei auf. Bljumkin war während des Bürgerkrieges der Anführer der bewaffneten Leibgarde von Trotzki, der nach seiner Ausweisung aus der Sowjetunion auf der türkischen Insel Prinkipo Asyl erhalten hatte.
Bljumkin übermittelte eine geheime Nachricht Trotzkis an Karl Radek, Trotzkis früheren Freund und Förderer in Moskau. Stalin sah darin einen Versuch, Verbindungen mit den oppositionellen Kräften in der Sowjetunion aufzubauen. Trotzki behauptete später, dass Radek Bljumkin an Stalin verraten hätte. Radek bestätigte zwar seine Mitschuld, es ist jedoch auch möglich, dass Informationen über einen GPU-Agenten in Trotzkis Umgebung zu Stalin gelangten.

### Verurteilung und Tod
Nach Bljumkins Treffen mit Radek in Moskau setzte Michail Trilisser, der Leiter der Auslandsabteilung der GPU, die attraktive Agentin Lisa Gorskaja (auch Elizabeth Zubilin genannt) auf Bljumkin an. Die beiden hatten eine Affäre, die einige Wochen andauerte. Gorskaja berichtete über alle intimen Gespräche an Trilisser. Als dessen Agenten Bljumkin verhaften wollten, stieg er gerade mit Lisa Gorskaja in sein Auto. Nach einem Verfolgungsrennen und Schusswechseln hielt Bljumkin an und sagte zu Lisa Gorskaja: „Lisa, du hast mich verraten!“. Bljumkin wurde vor ein GPU-Tribunal gestellt, das aus Jagoda, Wjatscheslaw Menschinski und Trilisser bestand. Der Überläufer Georges Agabekow behauptete: „Jagoda stimmte für die Todesstrafe, Trilisser war dagegen, Menschinski war unentschlossen.“ Die Sache wurde vor das Politbüro gebracht, und Stalin entschied auf Todesstrafe.
In seinen Erinnerungen eines Revolutionärs schrieb Victor Serge, dass Bljumkin zwei Wochen Galgenfrist gegeben wurden, um seine Autobiographie zu schreiben. Dieses Manuskript wurde im Jahr 2003 in der Dokumentensammlung “Lubjanka. Stalin und die [sowjetische Staatsicherheit]” (russisch Лубянка. Сталин и ВЧК—ГПУ—ОГПУ—НКВД.) von der Internationalen Stiftung „Demokratie“ (Fond Alexander N. Jakowlew) veröffentlicht. Der Überläufer Alexander Orlow berichtete später, dass Bljumkin, als er vor seinem Erschießungskommando stand, rief: „Lang lebe Trotzki!“